# 巴特勒 (阿拉巴马州)
巴特勒，是美国阿拉巴马州下属的一座城市，亦是查可托县的縣城。面积约为5.57平方英里（约合14.42平方公里）。根据2000年人口普查，该市有人口1,952人。根据2010年人口普查，该市有人口1,894人，人口密度为340.16/平方英里（约合131.35/平方公里）。

## 地理
巴特勒的座標為32°5′29″N 88°13′14.46″W / 32.09139°N 88.2206833°W（32.091526,-88.220684）。根據2000年人口普查，本城面積為5.6平方英里（14.50平方），沒有水域。